# Euphyia subtrita
Euphyia subtrita är en fjärilsart som beskrevs av W. Warren 1909. Euphyia subtrita ingår i släktet Euphyia och familjen mätare. Inga underarter finns listade i Catalogue of Life.